# Trench Railways

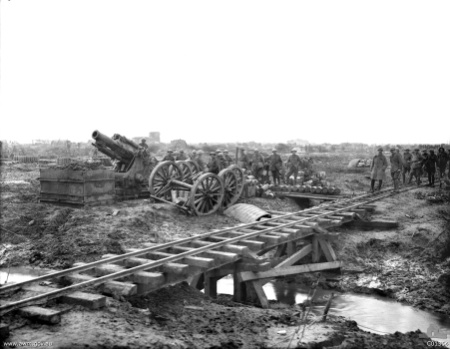
Artillerie mit Gleisanschluss an der Westfront bei Ypern (Belgien)

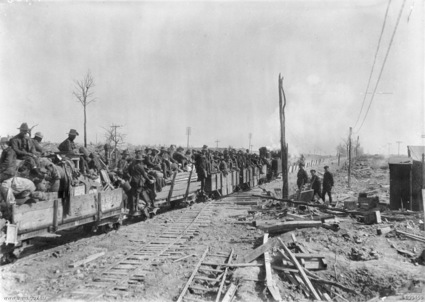
Truppenverlegung bei Le Sars – einige Wagons sind von den Deutschen erbeutet

Die Trench Railways, wörtlich als (Schützen)graben(feld)bahn übersetzt, waren die Militär(feld)eisenbahnen im Grabenkrieg, im Speziellen das ausgedehnte Schienennetz zur und an der Westfront der Entente und deren verbündete Mächte (Alliierten) im Ersten Weltkrieg basierend auf Feldbahnen mit einer Spurweite von 600 mm.

## Geschichte
Das Konzept wurde auf deutscher Seite mit der Heeresfeldbahn entwickelt (auch aus den Erfahrungen in Deutsch-Südwestafrika, die Schmalspurbahnen ab 1897 einrichteten, die sich als militärisch nützlich im Krieg gegen die Herero 1904–1907 erwiesen). Dieses wurde von den Westmächten im Krieg adaptiert – es gab Vorläufer in einer britischen Studie, die 1913 zu der Entscheidung kam, Truppenteile für den Minimum-Gauge-Eisenbahnbau einzurichten; diese übernahmen jedoch nur ältere Lokomotiven.
Erst als der Krieg 1915 in einen Stellungskrieg mündete, begannen Betreiber wie das britische War Department Light Railways (Schmalspurbahnen des Kriegsministeriums) umfangreich neue Streckenausrüstung und rollendes Material produzieren zu lassen. Im Endausbau 1917 stellten die Trench Railways, die Feldbahnen der Schützengräben, das umfangreichste zusammenhängende Feldbahnsystem der Geschichte dar, mit Anschlüssen bis an die Küste, wo mit RoRo-Schiffen Anschlüsse bis in die britischen Industriegebiete geschaffen wurden.
Die französische Adaption der Feldbahnen für die Frontversorgung wurden von Oberst Prosper Péchot vorangetrieben – zahlreiche militärische Aufbauten für Feldbahnen stammen aus seiner Tätigkeit, ebenso wie der nach ihm benannte Lokomotiventyp Péchot-Bourdon. Mit dem Ingenieur Bourdon tüftelte er schon seit 1888 an militärischen Versionen der Feldbahnen, und Versuchsstrecken wurden durch das 5. Pionierregiment (5e régiment du génie) in Toul verwirklicht. Das in Französisch nachfolgend Système Péchot genannte Baukastenprinzip umfasste Schienenstücke mit 5 Meter, 2,5 Meter und 1,25 Meter Länge mit einem Schienengewicht von 9,5 kg/m, sodass die langen Fünfmeterstücke durch einen Viermanntrupp verbaut werden konnten. Im Ersten Weltkrieg setzte sich sein System, basierend auf den 60-cm-Decauville-Feldbahnen dann schnell durch. Umfasste das militärische Material bei Toul vor dem Krieg noch 150 km, 150 Waggons und 20 Loks, so wurden bis zum Ende des Krieges 7500 km Schienen durch die Eisenbahnpioniere verlegt. Bestelllisten weisen 280 Péchot-Bourdon vor; beim Auftragsfertiger Baldwin wurden 600 Dieselloks bestellt.
Nach dem Grabenkrieg im Ersten Weltkrieg fanden die Feldbahnen der Schützengräben weitläufige Verwendung im zivilen Bereich. Insbesondere die Decauville-Feldbahnen, die den Standard auf britisch-französischer Seite darstellten, prägten noch Jahrzehnte später die Industriebahnen. Während des Kriegs wurden vom damals führenden amerikanischen Unternehmen Baldwin Locomotive Works insgesamt 5.551 Lokomotiven in verschiedenen Ausführungen für die Entente-Alliierten gefertigt (nur ein Bruchteil erlebte das Kriegsende intakt). Das Système Péchot wurde für den Bau der Maginot-Linie weitergeführt und erst 1940 nach dem Westfeldzug außer Dienst gestellt.